# Кахон
Кахо́н (исп. cajón — коробка, ящик) — ударный музыкальный инструмент родом из Перу. Представляет собой коробку, выполненную из дерева или других материалов.

## Устройство
Пять стенок кахона — две боковые, задняя, верхняя и нижняя, — выполнены из прочного материала, способного выдержать вес музыканта, который играет, сидя на кахоне сверху и слегка наклонившись назад. Изначально корпус кахона изготавливался из массива дерева, как и все музыкальные инструменты. Но в настоящее время при массовом производстве или недостаточном наборе оборудования производители идут в сторону удешевления производства и выбирают такие материалы как пластик и фанера. Звуковое отверстие (фазоинвертор) может располагаться как на задней или одной из боковых стенок, так и на передней грани — тапе (исп. tapa), и может иметь любую задуманную мастером форму. Фазоинвертор на передней грани инструмента придаёт особое басовое звучание кахону, так как весь звук, извлекаемый из инструмента, направлен в сторону слушателя/зрителя.
Играют на передней стороне кахона — тапе, выполненной, как правило, из склеенных слоёв дерева (шпона). Играть можно как руками, так и барабанными щётками, что даёт возможность получить звук различных тембров. Разнообразие тембров кахона достигается благодаря использованию струн или подструнника от малого барабана, которые натягиваются внутри кахона, слегка касаясь тапы. Таким образом, возможно извлечение широкого диапазона звуков — от глубоких басов при ударе по середине тапы, до высоких щелчков и дребезжащих звуков при ударе по верхним углам и месту прилегания подструнника.
Конструкции некоторых кахонов достаточно сложны и дают возможность настройки тембра инструмента, например, путём изменения натяжения струн, степени прижатия подструнника к тапе и размера фазоинвертора. В современные модели кахонов также встроен пьезозвукосниматель или микрофон, машинка для натяжения подструнника, демпфер деления тапы на зоны звучания, демпфер выключения звука подструнника.

## История инструмента
Кахон появился в Перу в начале XIX века. По одной из версий, рабы использовали ящики из-под фруктов для музицирования, так как африканские барабаны были запрещены испанскими колониальными властями. Пик его популярности пришёлся на середину века, до конца XIX века музыканты продолжали эксперименты с материалами и устройством кахона для достижения лучшего звука. С этого времени он стал распространяться по всей территории Латинской Америки и к двадцатому веку стал неотъемлемой частью перуанской и кубинской музыкальной культуры. В семидесятых годах двадцатого века перуанский композитор и мастер по изготовлению кахонов Каитро Сото (Caitro Soto) преподнёс кахон в качестве подарка испанскому гитаристу Пако де Лусии, посетившему Перу. Звук кахона так понравился Пако, что он приобрёл ещё один инструмент до отъезда из страны. Немного позже Пако де Лусия стал использовать кахон в музыке фламенко, и его звук стал ассоциироваться с этим музыкальным направлением. 